# ريكس وايت
ريكس وايت (بالإنجليزية: Rex White) هو سائق سيارة سباق أمريكي، ولد في 17 أغسطس 1929 في سبارتانبرغ في الولايات المتحدة.

## وصلات خارجية
- ريكس وايت على موقع Racing-Reference.info (الإنجليزية)
- ريكس وايت على موقع DriverDB.com (الإنجليزية)